# Blood (альбом Лианны Ла Хавас)
| Совокупная оценка            | Совокупная оценка |
| Источник                     | Оценка            |
| ---------------------------- | ----------------- |
| Metacritic                   | 72/100            |
| Оценки критиков              |                   |
| Источник                     | Оценка            |
| AllMusic                     | [ 2 ]             |
| DIY                          | [ 3 ]             |
| Inyourspeakers Media         | 80/100            |
| Pitchfork Media              | 7.7/10            |
| Rolling Stone                | [ 6 ]             |
| The Guardian                 | [ 7 ]             |
| The Guardian (Charlottetown) | [ 8 ]             |

Blood — второй студийный альбом британской фолк- и соул-певицы, мультиинструменталиста и автора-исполнителя Лианны Ла Хавас, изданный 31 июля 2015 года на студии Warner Bros..
Альбом был номинирован на премию Грэмми (2016) в категории Премия «Грэмми» за лучший альбом в жанре современной городской музыки.

## История
Альбом дебютировал на позиции № 1 в Dutch Albums (Нидерланды) и достиг № 2 в UK Albums Chart (Великобритания).

## Реакция общественности
Лианна Ла Хавас с альбомом была номинирована на несколько премий, включая Грэмми-2016 в категории Премия «Грэмми» за лучший альбом в жанре современной городской музыки и MOBO Awards (2015).
Альбом получил положительные отзывы от музыкальных критиков и интернет-изданий, например, таких как Metacritic, The Guardian, Rolling Stone, Entertainment Weekly, AllMusic, Chicago Tribune, The Star.

## Список композиций
| №   | Название            | Автор(ы)                                  | Продюсеры                            | Длительность |
| --- | ------------------- | ----------------------------------------- | ------------------------------------ | ------------ |
| 1.  | «Unstoppable»       | Lianne La Havas Paul Epworth              | Paul Epworth                         | 5:29         |
| 2.  | «Green & Gold»      | La Havas Jamie Lidell Matt Hales          | La Havas Jamie Lidell Matt Hales [a] | 4:38         |
| 3.  | «What You Don't Do» | Hales Sam Dew                             | Hales Al Shux [a]                    | 3:41         |
| 4.  | «Tokyo»             | La Havas Hales                            | Hales                                | 4:29         |
| 5.  | «Wonderful»         | La Havas Hales Howard Lawrence            | Hales                                | 4:16         |
| 6.  | «Midnight»          | La Havas Stephen McGregor Shea Taylor Dew | Stephen "Di Genius" McGregor         | 3:30         |
| 7.  | «Grow»              | La Havas Mark Batson                      | Mark Batson                          | 3:39         |
| 8.  | «Ghost»             | La Havas Hales                            | Hales                                | 3:44         |
| 9.  | «Never Get Enough»  | La Havas Mark Batson                      | Mark Batson                          | 3:22         |
| 10. | «Good Goodbye»      | La Havas Hales                            | Hales                                | 3:49         |

## Чарты и сертификации

### Еженедельные чарты
| Чарт (2015)                            | Высшая позиция |
| -------------------------------------- | -------------- |
| Австралия (ARIA)                       | 30             |
| Австрия (Ö3 Austria)                   | 32             |
| Бельгия/Фландрия (Ultratop)            | 10             |
| Бельгия/Валлония (Ultratop)            | 39             |
| Нидерланды (Album Top 100)             | 1              |
| Франция (SNEP)                         | 24             |
| Германия (Offizielle Top 100)          | 37             |
| Ирландия (IRMA)                        | 24             |
| Швейцария (Schweizer Hitparade)        | 14             |
| Великобритания (UK Albums Chart)       | 2              |
| США (Billboard 200)                    | 52             |
| США (Billboard Top Alternative Albums) | 5              |
| США (Billboard Top R&B Albums)         | 4              |
| США (Billboard Top R&B/Hip-Hop Albums) | 8              |

### Сертификации
| Регион                                                                      | Сертификация | Продажи |
| --------------------------------------------------------------------------- | ------------ | ------- |
| Великобритания (BPI)                                                        | Серебряный   | 60 000  |
| Данные о продажах + прослушиваниях приведены только на основе сертификации. |              |         |